# Дарин Лазаров
Дарин Лазаров – Даро е български скулптор.

## Биография
Роден е през 1960 година в град Варна. Завършва Националната художествена академия в София. Лични и колективни изложби: 1987 г. – София (България); 1988 г. – Варна (България); 1988 г. – Отава (Канада); 1989 г. – Канагава (Япония); 1990 г. – Кобленц (Германия); 1991 г. – Дорстен (Германия); 1992 г. – Манфредония (Италия); 1993 г. – Aндриа (Италия); 1995 г. – Аахен (Германия); 1997 г. – Фоджа (Италия); 1998 г. – Aндриа (Италия); 1999 г. – Манфредония (Италия); 2000 г. – биенале Рим; 2001 г. – биенале Рим.. Брат е на актрисата Лилия Маравиля.